# Sergej Krikaljov
Sergej Konstantinovič Krikaljov (rusky Серге́й Константи́нович Крикалёв, * 27. srpna 1958 Leningrad, RSFSR (nyní Rusko)) je bývalý sovětský a ruský kosmonaut ruské národnosti. V letech 1988–2005 absolvoval šest kosmických letů o celkové délce 803 dní a osm výstupů do vesmíru. Od roku 2005 držel rekord v celkové délce pobytu v kosmu, který překonal v roce 2015 Gennadij Padalka. Od března 2009 je prvním civilním náčelníkem Střediska přípravy kosmonautů J. A. Gagarina v Hvězdném městečku.

## Život

### Mládí
Sergej Krikaljov je rodilý Leningraďan, roku 1981 získal titul inženýra na Leningradském mechanickém institutu (dnes Baltská státní technická univerzita „Vojenmech“ D. F. Ustinova). Roku 1981 nastoupil do NPO Eněrgija, zde se účastnil vypracovávání instrukcí pro kosmonauty a palubní dokumentace, byl přidělen do Střediska řízení letů v Koroljovu, po ztrátě spojení se Saljutem 7 roku 1985 byl ve skupině, která připravovala opravářský let ke stanici.

### Kosmonaut
Záhy po nástupu v Eněrgiji se Krikaljov přihlásil mezi kosmonauty, v červnu 1983 získal souhlas lékařů k výcviku. Členem oddílu kosmonautů NPO Eněrgija se stal 2. září 1985. Prošel všeobecnou kosmickou přípravu a 28. listopadu 1986 získal kvalifikaci zkušební kosmonaut. Byl zařazen ve skupině připravující se na lety raketoplánem Buran, v posádce s kosmonautem Letecko-výzkumného institutu Alexandrem Ščukinem.

#### První let (1988/89)
V březnu 1988 byl převeden do programu letů na orbitální stanici Mir. V posádce Sojuzu TM-7 zaměnil na postu palubního inženýra Alexandra Kaleriho, vyřazeného ze zdravotních důvodů. Sojuz TM-7 odstartoval 26. listopadu 1988 s Alexandrem Volkovem, Sergejem Krikaljovem a Jean-Loup Chrétienem na palubě. Chretien se po měsíci vrátil s Vladimirem Titovem a Musou Manarovem. Na stanici zůstali jako 4. základní posádka Volkov, Krikaljov a z předcházející posádky Valerij Poljakov. Trojice zůstala na stanici do dubna 1989, kdy se vrátila na Zem, stanici ponechali v automatickém režimu letu.

#### Druhý let (1991/92)
Od června 1990 byl palubním inženýrem záložní posádky letu Sojuz TM-11 (v posádce s Anatolijem Arcebarským a Helen Sharmanovou). Po startu Sojuzu TM-11 se posádka Arcebarskij, Krikaljov, Sharmanová stala hlavní pro následující let. Se Sojuzem TM-12 odstartovali 18. května 1991, po převzetí stanice od stávající posádky tato se Sharmanovou přistála a Arcebarskij s Krikaljovem zůstali na Miru jako 9. základní posádka. Nedlouho před plánovaným přistáním bylo rozhodnuto o ponechání Krikaljova i v následující základní posádce. Ve výměnném Sojuzu TM-13 v říjnu 1991 totiž letěl rakouský a kazašský kosmonaut, kteří se ihned vraceli. Proto mohl pouze Arcebarského nahradit Alexandr Volkov. Volkov s Krikaljovem přistáli 25. března 1992. Krikaljovův druhý let tak trval 311 dní a 20 hodin, během letu šestkrát vystoupil do vesmíru.

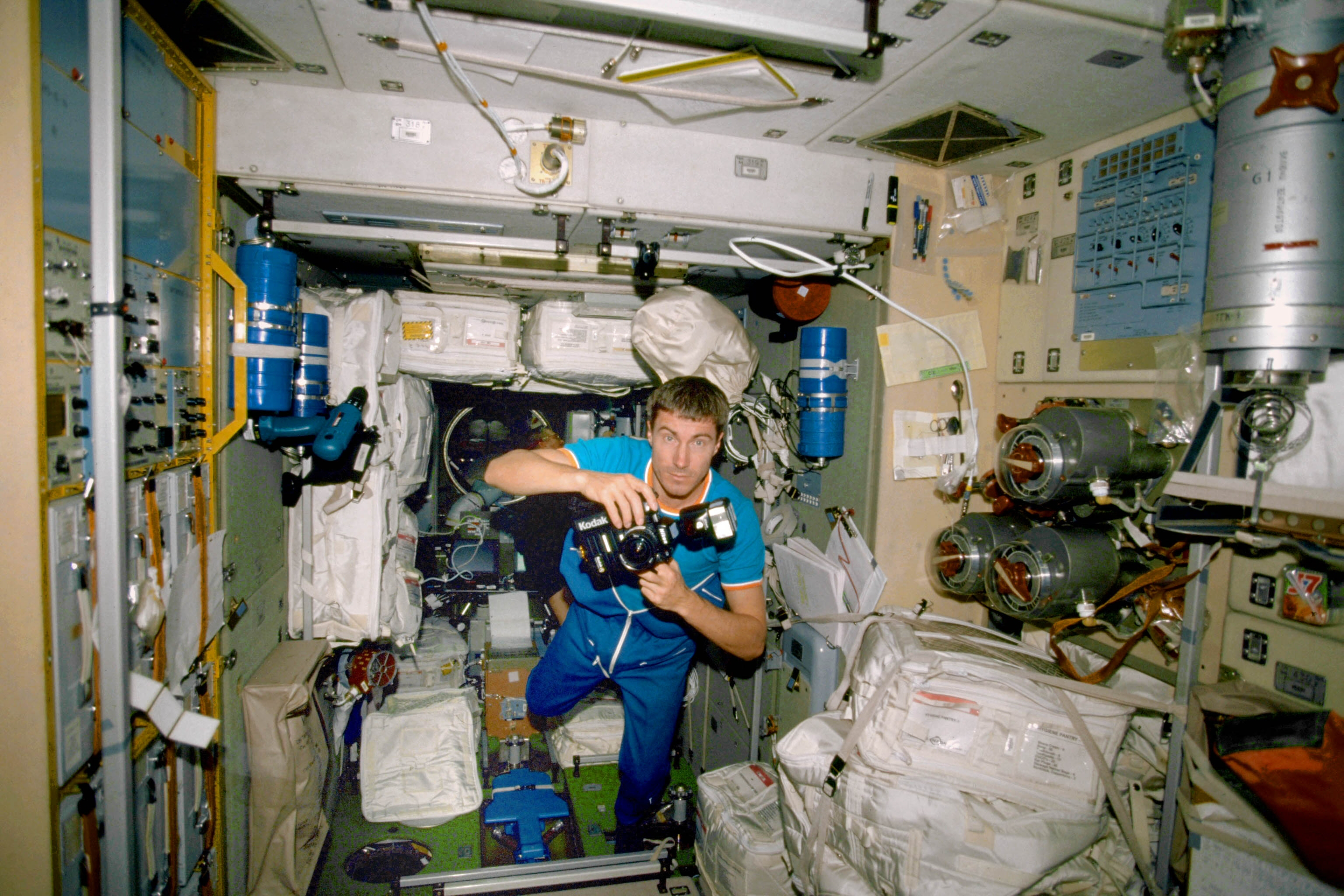
Sergej Krikaljov na ISS, 9. 11. 2000

#### Třetí let (1994)
V září 1992 byl vybrán pro první let ruského kosmonauta v americkém raketoplánu. Od listopadu 1992 se v houstonském středisku NASA připravoval na misi STS-60. Potřetí se vydal do vesmíru z mysu Canaveral na palubě Discovery 3. února 1994, raketoplán přistál 11. února po 8 dnech, 7 hodinách a 9 minutách letu.

#### V Houstonu
Od dubna 1994 do února 1995 působil v Houstonu jako náhradník Vladimira Titova pro let STS-63. Při letech programu Shuttle-Mir (STS-63, STS-71, STS-74 a STS-76) zastával funkci vedoucího skupiny ruských pracovníků Střediska řízení letů přidělených do Houstonu.

#### Čtvrtý let (1998)
V lednu 1996 byl jmenován palubním inženýrem v Expedici 1, start se odkládal, proto byl mezitím zařazen do posádky STS-88. Raketoplán Endeavour odstartoval 4. prosince, připojil k základnímu bloku ISS Zarja blok Unity a přistál 16. prosince 1998. Let trval 11 dní 19 hodin a 18 minut.

#### Pátý let (2000/01)
Dne 31. října 2000 konečně odstartovala v Sojuzu TM-31 první základní posádka ISS (William Shepherd, Jurij Gidzenko a Sergej Krikaljov), ke stanici se připojili 2. listopadu a zůstali na ní do 19. března 2001.

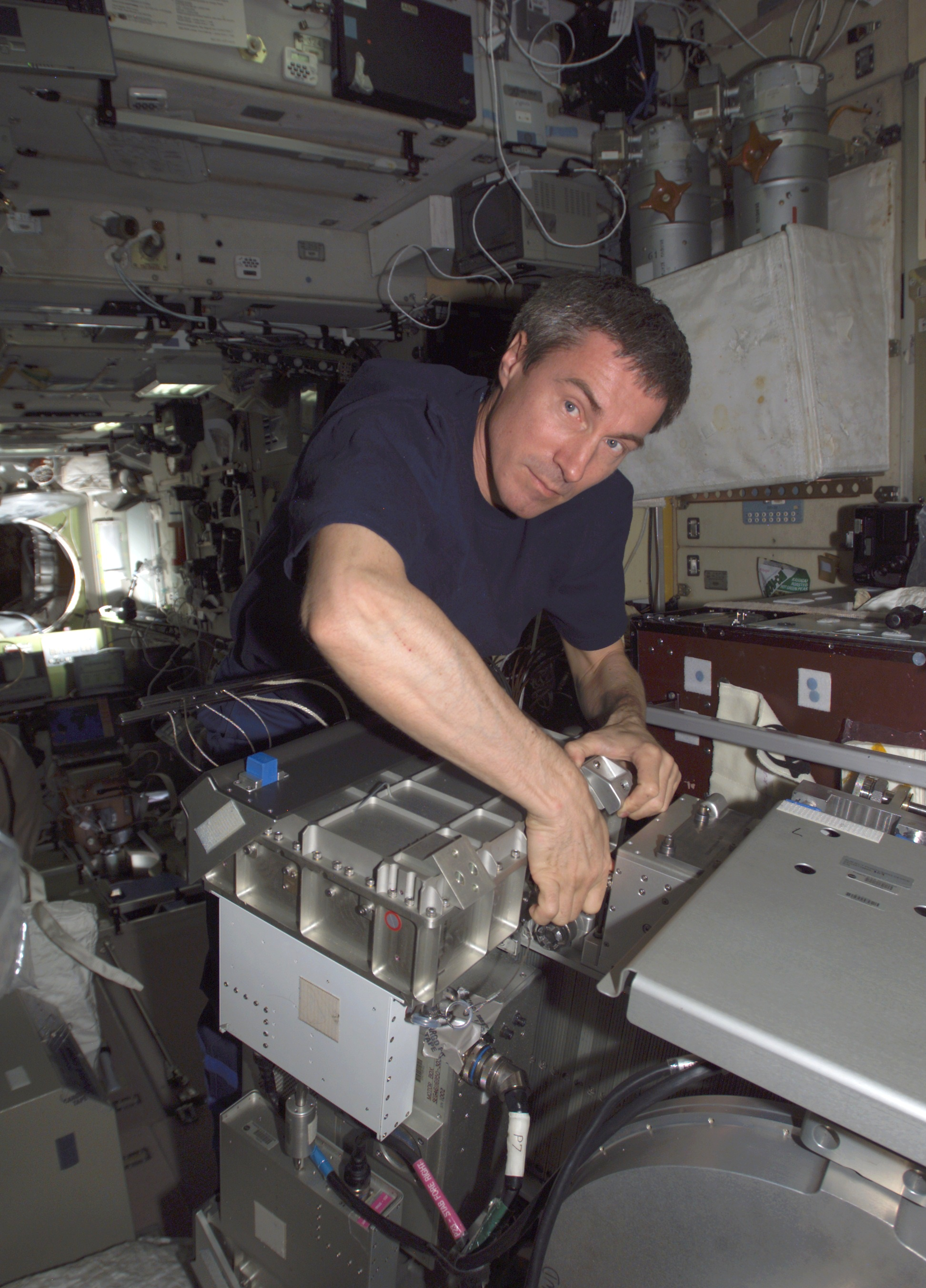
Sergej Krikaljov na ISS, 16. 5. 2005

#### Šestý let (2005)
V říjnu 2000 byl jmenován velitelem záložní posádky Expedice 7. Po havárii Columbie v únoru 2003 byly posádky několikrát reorganizovány, nakonec byl Krikaljov určen velitelem Expedice 11. K šestému letu odstartoval 15. dubna 2005 v Sojuzu TMA-6, přistál 10. října 2005 po 179 dnech letu.

#### Po letu
V květnu 2006 byl předběžně určen velitelem záložní posádky Expedice 17 a hlavní Expedice 19, už v březnu 2007 byl z přípravy odvolán a nahrazen Gennadijem Padalkou.

### Manažer
V únoru 2007 byl jmenován viceprezidentem společnosti RKK Eněrgija pro pilotované lety, při zachování statusu kosmonauta. V létě 2007 po reorganizaci vedení společnosti zůstal pouze náměstkem hlavního konstruktéra společnosti. V březnu 2009 odešel z oddílu kosmonautů i vedení společnosti Eněrgija a převzal funkci náčelníka Vědeckovýzkumného zkušebního střediska přípravy kosmonautů J. A. Gagarina.

### Rodina, zájmy
Krikaljov je ženatý, manželka je inženýrkou v RKK Eněrgija, mají dceru.
Od roku 1977 se věnoval letecké akrobacii na kluzácích, byl členem reprezentace Leningradu (1980-81). Roku 1983 se stal absolutním mistrem Moskvy v letecké akrobacii, reprezentoval Sovětský svaz, později Rusko. Roku 1997 byl na světovém mistrovství v Turecku členem vítězného ruského družstva, individuálně získal stříbrnou medaili. Roku 2001 na 2. světových leteckých hrách v Barceloně byl hlavním trenérem ruské reprezentace.

## Řády a vyznamenání

### Sovětská vyznamenání
- Hrdina Sovětského svazu – 27. dubna 1989
- Leninův řád – 27. dubna 1989
- Řád přátelství mezi národy – 25. března 1992 – za úspěšnou realizaci kosmického letu na orbitální stanici Mir a současně za odvahu a hrdinství[6]
- Čestný titul Pilot-kosmonaut SSSR – 1989

### Ruská vyznamenání
- Hrdina Ruské federace – 11. dubna 1992 – za odvahu a hrdinství projevené během dlouhého kosmického letu na orbitální stanici Mir[7]
- Řád Za zásluhy o vlast IV. třídy – 5. dubna 2002 – za odvahu a vysokou profesionalitu projevenou během dlouhého kosmického letu na Mezinárodní vesmírné stanici[8]
- Řád cti – 15. dubna 1998 – za úspěšnou účast a dosažení vysokých sportovních výsledků na Prvních světových leteckých hrách[9]
- Medaile Za zásluhy při objevování vesmíru – 12. dubna 2011 – za skvělé služby v oblasti průzkumu a využívání vesmíru, za dlouhodobou svědomitou práci a aktivní sociální činnost[10]
- Pamětní medaile 300. výročí Petrohradu – 2005
- Zasloužilý mistr sportu Ruska

### Zahraniční vyznamenání
- důstojník Řádu čestné legie – Francie, 1989
- Řád vycházejícího slunce III. třídy – Japonsko, 2019[11]
- NASA Distinguished Public Service Medal – USA, 2003
- NASA Space Flight Medal – USA, 1996, 1998 a 2001

### Ostatní ocenění
- Medaile Alexeje Leonova – Kemerovská oblast, 2015 – za osm dokonalých výstupů do vesmíru[12]
- Čestný občan Petrohradu – 2007
- Čestný odznak Za zásluhy o Petrohrad – 2018[13]